# Скупщики перьев
«Скупщики перьев» (серб. Skupljači perja) — югославский фильм о цыганах, снятый режиссёром Александром Петровичем и вышедший в 1967 году. На Западе известен под названием «Я видел даже счастливых цыган», позаимствованным из неоднократно звучащей в нём цыганской песни «Джелем, джелем».
Признан Югославской киноакадемией в 1996 году (уже после смерти постановщика в 1994 году в Париже) второй по счёту среди лучших сербских лент всего послевоенного периода.

## Сюжет
Привлекательный цыган Бора из маленького городка Сомбор, что находится в северно-сербском регионе Войводина почти на границе с Венгрией, был скупщиком гусиных перьев, соперничая за эту территорию с более старшим по возрасту Миртой. Несмотря на то, что Бора женат и имеет детей, большую часть времени он проводит в пьянках, игре в карты и любовных авантюрах с посторонними женщинами, прежде всего — с цыганской певицей Ленкой. Кроме того, он влюблён в совсем юную Тису, пытаясь отбить её у Мирты, который сам строит планы на счёт молодой девушки, хотя Тиса является дочерью его бывшей жены, рождённой в другом браке. Вражда между Борой и Миртой из-за одного и того же объекта страсти приводит к трагическим последствиям.

## В ролях
- Беким Фехмию — Боро
- Велимир «Бата» Живойинович — Мирта
- Гордана Йованович — Тиса
- Оливера Вучо — Ленка
- Мия Алексич — священник
- Рахела Ферари — игуменья
- Северин Биелич
- Этелька Филиповски
- Милорад Йованович
- Миливое Джорджевич

## Награды
Фильм удостоился специальной премии жюри на Каннском фестивале и номинирован в США на «Золотой глобус» и «Оскар» (награда Американской киноакадемии досталась не менее прославленной чехословацкой картине «Поезда под пристальным наблюдением» Иржи Менцеля).